# 어맨다 바인스
어맨다 로라 바인스(Amanda Laura Bynes, 1986년 4월 3일 ~ )은 미국의 배우, 가수, 패션 디자이너이다.

## 출연 작품
- 쉬즈 더 맨
- 빅 팻 라이어